# Beatlemania (álbum)
Beatlemania é o primeiro álbum de estúdio da discografia brasileira da banda britânica de rock The Beatles. Foi lançado pela Odeon Records, selo que detinha os direitos de publicação do material do grupo no Brasil, em março de 1964. Assim como o seu contemporâneo norte-americano, Meet the Beatles!, o disco foi alavancado pelo êxito consumado da Beatlemania nos Estados Unidos, episódio eternizado pela primeira apresentação dos Beatles no programa de televisão The Ed Sullivan Show, em fevereiro.
Apresentando a mesma arte da capa de With the Beatles, porém com a legenda "Beatlemania" substituindo as informações escritas, o disco reúne, em sua maioria, algumas das faixas desse álbum. Os dois singles de sucesso – "I Want to Hold Your Hand" e "She Loves You" –, relançados posteriormente em compacto, abrem os dois lados deste LP. O segundo lado finaliza com "I Saw Her Standing There", a única faixa deste lançamento retirada do primeiro álbum da banda, Please Please Me. Outras faixas presentes nos dois primeiros discos dos Beatles, porém descartadas desta edição, apareceriam no segundo lançamento do grupo pela Odeon, intitulado The Beatles Again.
Distribuído inicialmente apenas em mono, foi reeditado neste formato até 1974, quando recebeu seu primeiro lançamento em estéreo. No entanto, essa edição era um "falso estéreo", pois tratava-se dos fonogramas monofônicos, dobrados, oscilados em suas frequências média e aguda, e acrescidos de reverberação. Essa técnica foi comum na maioria dos lançamentos nacionais dos Beatles até Revolver, editado no Brasil em outubro de 1966. Com a padronização da discografia inglesa da banda em 1974, a produção do LP Beatlemania foi descontinuada.

## Lista de faixas
Todas as faixas escritas e compostas por Lennon–McCartney, exceto as indicadas.
Lado um
1. I Want to Hold Your Hand
2. It Won't Be Long
3. All I've Got to Do
4. Little Child
5. Don't Bother Me (George Harrison)
6. Please Mr. Postman (Georgia Dobbins, William Garrett, Freddie Gorman, Brian Holland, Robert Bateman)

Lado dois
1. She Loves You
2. Roll Over Beethoven (Chuck Berry)
3. You Really Got a Hold on Me (Smokey Robinson)
4. I Wanna Be Your Man
5. Devil in Her Heart (Richard Drapkin)
6. I Saw Her Standing There

- A faixa 12 está em Please Please Me; as faixas 2–6, 8–11 estão em With the Beatles; as faixas 1 e 7 foram lançadas em singles.